# Виньяле-Монферрато
Виньяле-Монферрато (итал. Vignale Monferrato) — коммуна в Италии, располагается в регионе Пьемонт, в провинции Алессандрия.
Население составляет 1096 человек (2008 г.), плотность населения составляет 58 чел./км². Занимает площадь 19 км². Почтовый индекс — 15049. Телефонный код — 0142.
Покровителем коммуны почитается святой апостол Варфоломей, празднование 24 августа.

## Демография
Динамика населения:

## Администрация коммуны
- Официальный сайт: